# Isaac Louria
Pour les articles homonymes, voir Ashkenazi.
Isaac Ashkenazi Louria (en hébreu : יצחק לוריא), né en 1534 à Jérusalem et mort le 25 juillet 1572 à Safed, est un rabbin et kabbaliste, est considéré comme le penseur le plus profond du mysticisme juif parmi les plus grands et les plus célèbres, et le fondateur de l'école kabbalistique de Safed. Il fut même identifié par certains Sages comme étant le Machia`h ben Yossef, le Messie fils de Joseph.
On le connaît aussi sous le nom de Ari, acronyme qui signifiait à l'origine « Elohi (divin) Rabbi Isaac » mais qui est aussi traduit par « Ashkenazi Rabbi Isaac » ou « Adoneinu Rabbeinu Isaac » (notre maître, notre rabbin Isaac) selon les sources. Par ailleurs, le mot hébreu Ari (ארי) signifie également « lion », Ari zal (Ari sa mémoire est une bénédiction) ou Ari hakadosh (le Saint Ari).
Rabbi Issac Louria est l'auteur des théories qui constituent la kabbale lourianique. Elle a été exposée par plusieurs de ses disciples, principalement par Rabbi Haïm Vital (1542-1620) et par Joseph Ibn Tabul (1545-1610), dans des ouvrages dont le plus connu est le Sefer Etz Hayyim (le Livre de l’Arbre de Vie).
La kabbale lourianique joue un rôle considérable dans la culture juive, et au-delà d’elle. Les traductions et les commentaires de Christian Knorr von Rosenroth (1636-1689) ou de François-Mercure Van Helmont (1614-1698) la diffusent en Europe dès le XVIIe siècle. Elle a fait l’objet de nombreuses études, notamment par les historiens Gershom Scholem (1897-1982) et Charles Mopsik (1956-2003).

## Biographie
Isaac Louria naît à Jérusalem. Son père, ashkénaze d'Europe centrale, y aurait immigré après son mariage avec une séfarade. À la mort prématurée de celui-ci, le jeune Isaac est élevé par sa mère, qui émigre en Égypte où son frère, Mordekhaï Frances, riche négociant, est installé.
L'année de ce déménagement est incertaine. D'après son propre témoignage, il aurait étudié à Jérusalem auprès du kabbaliste Rabbi Shem Tov ben Joseph ibn Shem Tov. Cependant, la tradition orale situe son arrivée chez son oncle à l'âge de sept ans.
Louria étudia dans une yéchiva sous la direction de David ben Solomon ibn Abi Zimra (en) et de son successeur. Il s'y montra exceptionnellement doué, subvenant à ses besoins grâce au commerce et au négoce.
À 15 ans, il épousa la fille de son oncle, après quoi les époux se retirèrent dans une île sur le Nil qui appartenait à son oncle et beau-père. Isaac Louria s’y consacra principalement au Zohar et aux œuvres kabbalistiques antérieures, mena une vie d'ascèse et commença à avoir des visions.
En 1569, à la suite d'un appel intérieur, il s'installa à Safed. Jouissant rapidement d'une forte réputation de poète mystique, il commença à enseigner la Kabbale en académie, et à prêcher dans les synagogues. S'intéressant particulièrement aux idées de Rabbi Moïse Cordovero (connu sous l'acronyme de Ramak), il étudia la Kabbale avec lui jusqu'à la mort de celui-ci.
Lui-même mourut à Safed, à l'âge de 38 ans, au cours d’une épidémie, deux ans après son Maître R. Moïse Cordovero.
Isaac Louria fut extrêmement révéré, ses disciples le créditaient de nombreux miracles, et le considéraient comme un saint (elohi, “divin”, n’est pas un terme honorifique fréquent dans le judaïsme. Il n’apparaît en réalité que pour lui.)

### Vie à Safed
Le Ari'Zal y organisa la vie de ses disciples qui s'établirent dans un quartier isolé. Le matin du Shabbat, il organisait des processions pour aller recueillir l'esprit éthéré de la reine de Chabbat dans les champs voisins. Après celles-ci, Louria donnait en général des explications sur sa doctrine.

## Doctrine

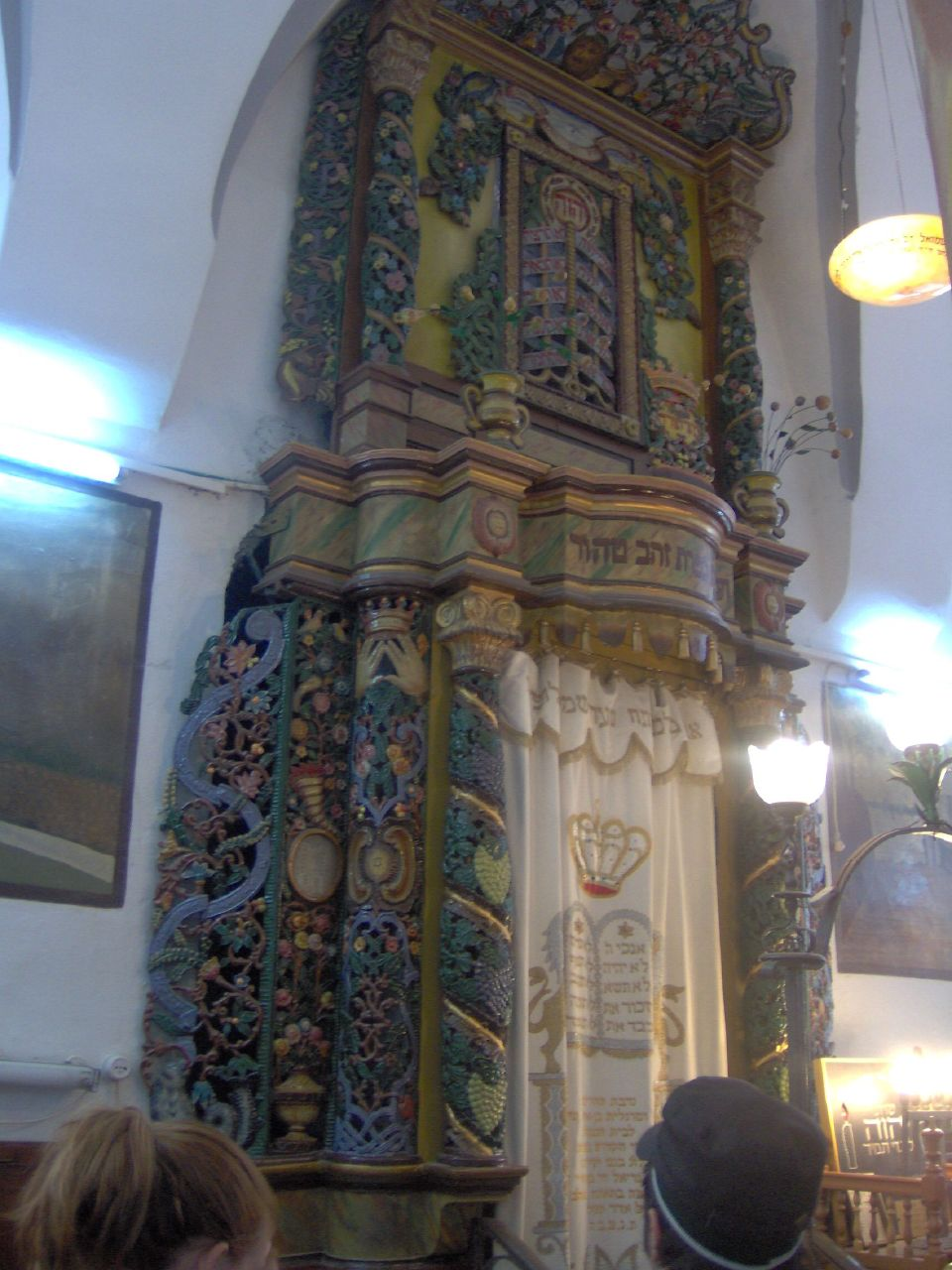
Le tabernacle de la synagogue Louria à Safed.

Sa conception du monde est influencée par les questions qui traversent la diaspora juive au XVIe siècle, traumatisée par l'expulsion d'Espagne et les méfaits de l'Inquisition. Isaac Louria y trouve des explications étonnantes mais cohérentes, et entrevoit la fin des souffrances du peuple juif, ce qui explique le succès de ses thèses, et la vitesse à laquelle elles se sont propagées.

### Kabbale lourianique
« Qu'est-il arrivé avant le commencement des temps pour que commencement il y ait ? »  Jusqu’à ce qu’Isaac Louria s’intéresse à cette question, le Dieu des religions n’avait d’intérêt qu’en tant qu’il se manifestait aux hommes. Le Dieu d'avant la création n’était ni un souci, ni un problème important, selon Charles Mopsik.
« Comment Dieu créa-t-il le monde ? – Comme un homme qui se concentre et contracte sa respiration, de sorte que le plus petit peut contenir le plus grand. Il a ainsi concentré Sa lumière dans une main, à Sa mesure, et le monde fut laissé dans les ténèbres, et dans ces ténèbres il tailla les rochers et sculpta la pierre », explique Isaac Louria.
Il conçoit ainsi le premier acte de Dieu. Nahmanide, un kabbaliste du XIIIe siècle, imaginait déjà un mouvement de contraction originelle, mais jusqu’à Louria, on n’avait jamais fait de cette idée un concept cosmologique fondamental, remarque Gershom Scholem .
« La principale originalité de la kabbale lourianique tient au fait que le premier acte de la divinité transcendante – une transcendance que les kabbalistes appellent le Ein Sof (l’Infini) – n’est pas « un acte de révélation et d’émanation, mais, au contraire, un acte de dissimulation et de restriction».
Louria postule que le temps et l'espace n'ont pas toujours existé. Trois concepts clefs articulent sa vison de la création du monde :
- Le tsimtsoum : le retrait (ou la contraction) de Dieu en lui-même pour laisser place à un vide où le Ein Sof, par l'intermédiaire d'une émanation lumineuse circulaire, procède à la création du monde en alimentant les dix réceptacles (les dix vases) appelés sefirot qui sont à l'origine de la vie et de la création.

- La chevirat hakelim ou brisure des vases : à cette création initiale en cercles lumineux concentriques s'ajoute un rayon en ligne droite appelé Adam Kadmon (homme primordial). L'afflux de lumière qui en résulte fait éclater sept vases, parmi les dix, en dispersant la lumière divine sous forme d'étincelles attachées aux débris qui se répandent dans le monde.

- Le tikkun ou réparation : c'est à l'homme qu'incombe la tâche de réparer les vases. Pour ce faire, l'homme doit agir à l'intérieur de lui-même pour exhumer les étincelles de lumière divine en les libérant des choses qui les emprisonnent.

Louria porte son attention sur le respect des commandements divins (les mitzvot), sur la nourriture en particulier. Mais, plus généralement, il conçoit que « tout objet, tout lieu dans l’espace, est porteur d’étincelles lumineuses qui attendent depuis le commencement des temps une libération » remarque Charles Mopsik. « Isaac Louria distinguait partout dans la nature, dans les sources d’eaux vives, les arbres, les oiseaux, des âmes de justes et des étincelles de lumière aspirant à la délivrance, il entendait leur appel et tout son enseignement visait à exposer les moyens de contribuer à l’œuvre rédemptrice universelle».

## Diffusion de kabbale lourianique

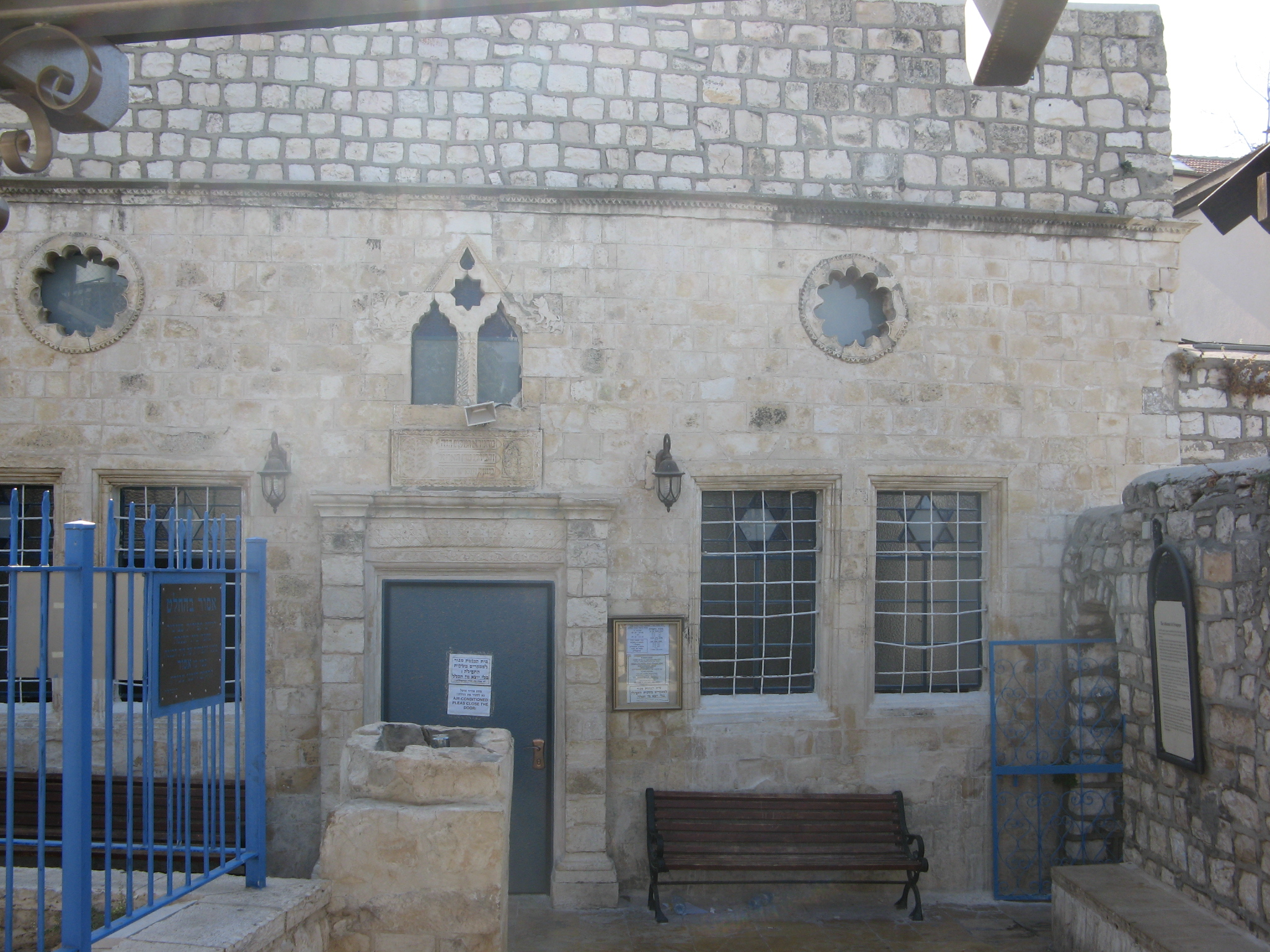
La synagogue Louria à Safed

Louria a transmis ses théories oralement à ses disciples de Safed, principalement à Haïm Vital (1542-1620) et à Joseph Ibn Tabul (1545-1610), qui l’exposeront ensuite par écrit.
Haïm Vital a publié de son vivant des traités sur les théories lourianiques : le Sefer ha-Derushim, le Sefer ha-Kawwanot, le Sefer ha-Likkutim, le Sha'ar Ha'Gilgulim. Vital a rassemblé ses principaux écrits sur Louria dans un ouvrage intitulé Etz ha-Hayyim (L’Arbre de Vie). Mais son fils, qui en hérite en 1620, interdit durant plusieurs années qu’on en fasse des copies manuscrites. Des copies de l’ouvrage commencent à circuler vers 1660. Elles se répandent dans l’ensemble de la diaspora juive (Europe, Moyen-Orient, Afrique du Nord, etc.).
Un manuscrit de Haïm Vital, jusque-là inconnu, est découvert par son petit-fils, Moïse ben Samuel Vital, et publié au début du XVIIIe siècle, sous le titre Mevo Shéarim ou  Toledot Adam. Tous les écrits de Haïm Vital sur la kabbale lourianique sont regroupés par Isaac Satanow afin d’établir sa version finale éditée à Korsek (en Ukraine, alors dans l’empire d’Autriche) en 1782, sous le titre Sefer Etz Hayyim (Livre de l’Arbre de Vie). Il sera réédité à Varsovie en 1890 et à Tel-Aviv en 1960. C’est l’exposé le plus célèbre de la kabbale lourianique.
Mais les théories de la kabbale de Louria que Joseph Ibn Tabul a livré dans son traité, Derush Hefzi-Bah, forment un ensemble plus complet que celui de Haïm Vital, selon Gershom Scholem et Charles Mopsik,
Deux autres disciples d’Isaac Louria à Safed ont également publié des commentaires sur la kabbale lourianique : Moïse Yonah dans Kenfey Yonah (Les ailes de la colombe), et Israël Sarug dans Limoudé Atsilout (Les études de l’émanation).
L’exposé de Yonah dans les Ailes de la colombe est le plus succinct (il ne mentionne pas l’épisode du tsimtsoum) ; en revanche, l’exposé de Sarug, marqué par l’influence de Joseph Ibn Tabul dont il a été l’élève, est beaucoup plus complet.
L’ouvrage de Sarug a été diffusé en Italie dans les années 1590, et de là jusqu'en Europe du Nord. Le rabbin Shabbetaï Sheftel Horowitz de Prague, dans son livre Shef Tal (1612), s’appuie principalement sur Les études de l'émanation pour exposer la théorie lourianique.
Naphtali Bacharach se fonde également sur l'enseignement d'Israël Sarug dans son traité Emek ha-Melekh (La Vallée des rois), édité à Francfort en 1648. Cependant des ouvrages de Haïm Vital circulent alors en Europe et Vital acquiert un prestige plus grand que  Sarug auprès les kabbalistes.
Scholem note que « Bacharach prétend titrer son enseignement des livres de Haïm Vital, bien que d’importants chapitres de sa doctrine, comme son interprétation du tsimtsoum et tout ce que cela implique, soient complètement étrangers à l’œuvre de Vital. La fusion des deux traditions lourianiques, la première issue de Joseph Ibn Tabul, via Israël Sarug, la seconde de Haïm Vital, s’opère dans l’œuvre de Naphtali Bacharach, observe Scholem.
Abraham Cohen de Herrera donne également à l’enseignement de Sarug une vaste audience dans son traité, La Porte du ciel, édité à Amsterdam en 1655.
Christian Knorr von Rosenroth (1636-1689) se procure tous les ouvrages consacrés à la kabbale lourianique à sa disposition afin de les traduire en latin dans les années 1670. Il s'agit de La Vallée des rois de Naphtali Bacharach ; de La Porte du Ciel d'Abraham Cohen de Herrera ; et d'une copie partielle de L'Arbre de Vie de Haïm Vital. Il les publie dans son ouvrage Kabbala denudata, édité à Sulzbach (pour le premier tombe qui contient La Porte du ciel) en 1677, et à Francfort (pour le second tome qui contient La Vallée des rois et des extraits de L'Arbre de Vie) en 1684. Knorr von Rosenroth y ajoute les commentaires de François-Mercure Van Helmont (1614-1698) , Ce fut le principal véhicule de la kabbale lourianique dans le monde chrétien. C'est l'ouvrage que connaissaient Leibniz ou Newton.

## Influences

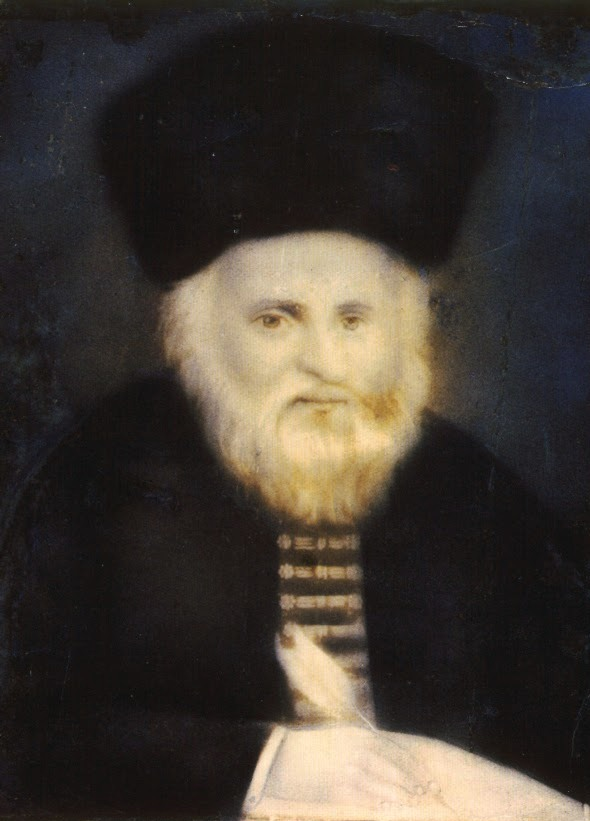
Le Gaon de Vilna

La kabbale lourianique a eu une influence considérable sur les kabbalistes qui lui ont succédé : Nathan de Gaza, Moshe Chaim Luzzatto, le Besht, Nahman de Bratslav, etc. Elle a beaucoup marqué Sabbataï Tsevi et son mouvement messianique dans le dernier tiers du XVIIe siècle.
La kabbale lourianique a également influencé des talmudistes comme le Gaon de Vilna et son disciple Haim de Volozhin, au XVIIIe siècle, mais aussi des philosophes des XXe et XXIe siècles : Walter Benjamin, Jacques Derrida, Emmanuel Levinas, etc.
« Non plus sauver le monde. Encore moins le recommencer. Mais juste le réparer, à la façon dont on répare les vases brisés. Il est très beau, ce mot de réparation. Il est modeste. Il est sage. Mais il est aussi vertigineux. C’était celui d’Isaac Louria, bien sûr », écrit Bernard-Henri Lévy. « Il ne dit plus, ce concept de réparation, la nostalgie d’un corps plein ou d’une pureté perdue, il ne rêve plus d’un vase d’avant la brisure ou d’un vase dont on hallucinerait qu’il n’a jamais été brisé. Il ne véhicule rien qui ressemble à de l’eschatologie ou de la théodicée. Il nous parle du présent. Du présent seulement. De ce présent dont un autre grand Juif [ Marcel Proust ] a dit qu’il est juste un instant que l’on a su et pu sauver. Et dont il aurait pu dire qu’il est la seule réponse à la mauvaise prophétie de Nietzsche sur le bel avenir du Mal».